# Valea Poienii (Brassó megye)
A Valea Poienii (németül: Hentschelgraben, meghonosodott magyar neve nincs) egy vízfolyás Brassó megyében. A Keresztényhavas északkeleti főgerincén ered, Brassópojána fölött. Átfolyik Brassópojánán, és a Rozsnyói-szoros közelében a Kis-Vidombákba, a Vidombák mellékvizébe torkollik.

## Vízrajz
A Valea Poienii Brassópojána üdülőközpontnak és az azt körülvevő magaslatoknak fő vízgyűjtője. 1342 méter magasságban ered, a Drester-tisztás közelében, a Brassópojána fölötti hegyoldalon, majd nyugati, délnyugati irányban folytatja útját. Az 1950-es években az üdülő délnyugati részén közel 1 hektáros mesterséges tóvá duzzasztották, ahol úszni és csónakázni lehetett; később ennek partján létesítették a Miorița komplexumot, majd 2006-ban a tó egy részét feltöltötték, és itt építették fel az Aurelius szállodát. Ezután két kilométeren át egy festői völgyben folyik, fenyvesekkel borított domboldalak között, majd a Poiana Aviatorilor közelében egyesül a Braniste-domb közelében eredő Üvegvölggyel (románul Valea Sticlăriei, németül Glasergraben).
A következő két kilométeren egy mészkőbe vágott vadregényes szurdokban kanyarog, melyet Ördögároknak (románul Râpa Dracului, németül Teufelsgraben) neveznek. A kanyon kijáratánál egy tisztáson elhagyatott erdészház áll; itt több turistaút találkozik. Innen dél felé folyik egy lankás völgyben (németül Auseifental, azaz Szappanos-völgy), áthalad még egy szurdokon (németül Schatzgraben, azaz Kincses-árok), és átszeli Cheișoara üdülőtelepet. Ezután délnyugati irányba kanyarodik, majd beletorkollik a Kis-Vidombákba, melynek vize a Vidombákba majd végső soron a Barcába ömlik.
A Valea Poienii több patakot fogad magába. Állandó vízhozamú mellékvizei a már említett Üvegvölgy, a Pisiac-tető alatt eredő Pârâul lui Isac, a Vanga Mare-t és Vanga Mică-t egyesítő Groapa Lungă, a Keresztényhavas-csúcs közeléből lesiető Groapa de Aur, és a Bálványkő alatt eredő Valea Boaru.

## Érdekességek
- Orbán Balázs 1868-ban Valye Encseluj néven említi,[7] mely a német Hentschelgraben elnevezés román átvétele. A Maetz Károly királyi mérnök által készített 1876-os térképen Kis folyó néven jelenik meg.[1]
- A Valea Poienii alsó folyása és a Groapa de Aur mellékvölgy mentén forgatták a Hideghegy amerikai film és A Hatfield–McCoy viszály minisorozat egyes jeleneteit.[8][9] Az utóbbihoz díszletként használt épület ma is látható az egyik magaslaton.
- A Brassópojána és a torkolat közötti szakaszt végigköveti a kék sávval jelölt turistaút. Az Ördögárokban hosszabb szakaszokon a mederben kell menni, és magas vízhozamnál (például olvadásnál) nem járható.[6]

## Képek

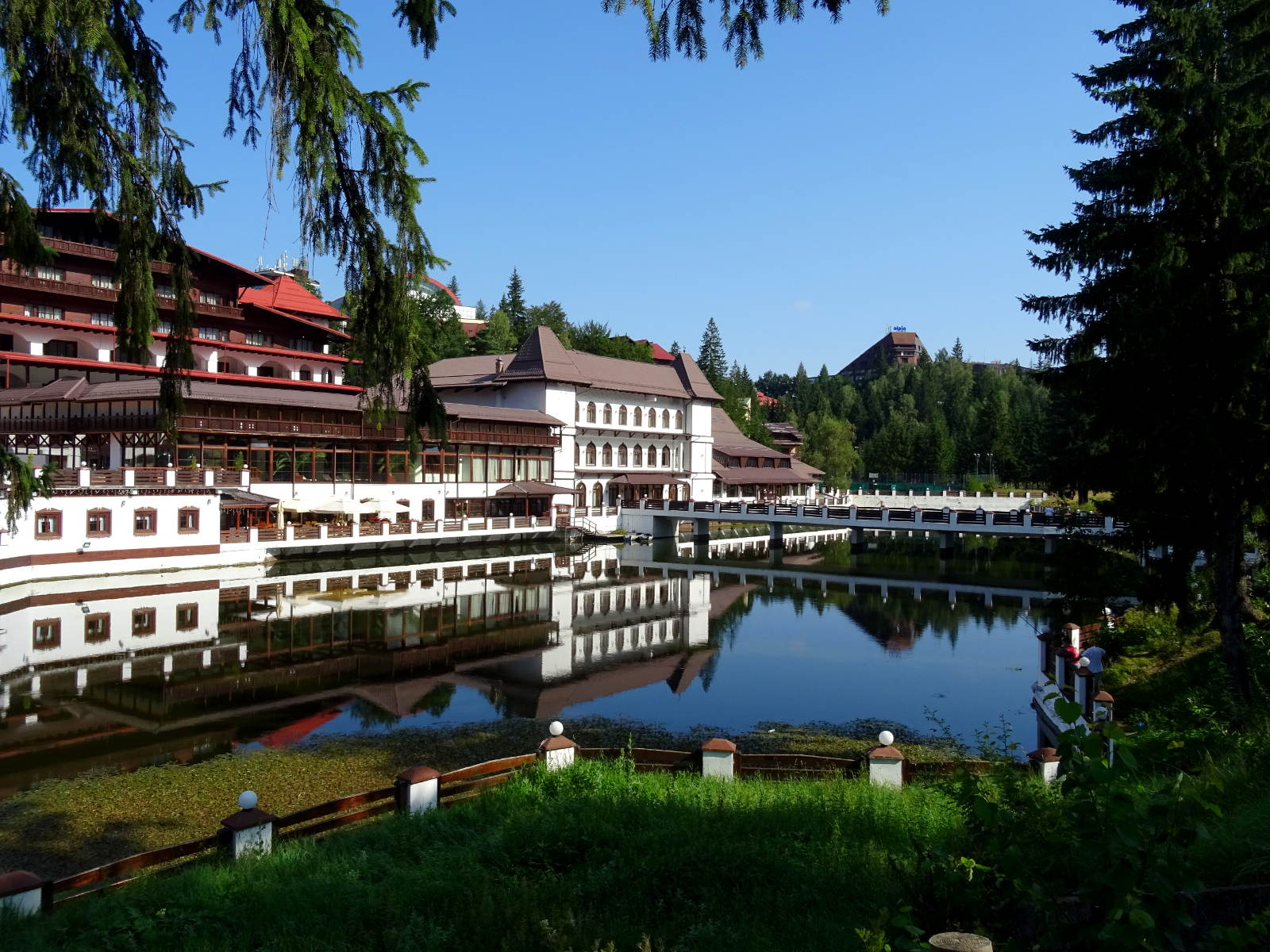
A mesterséges tó
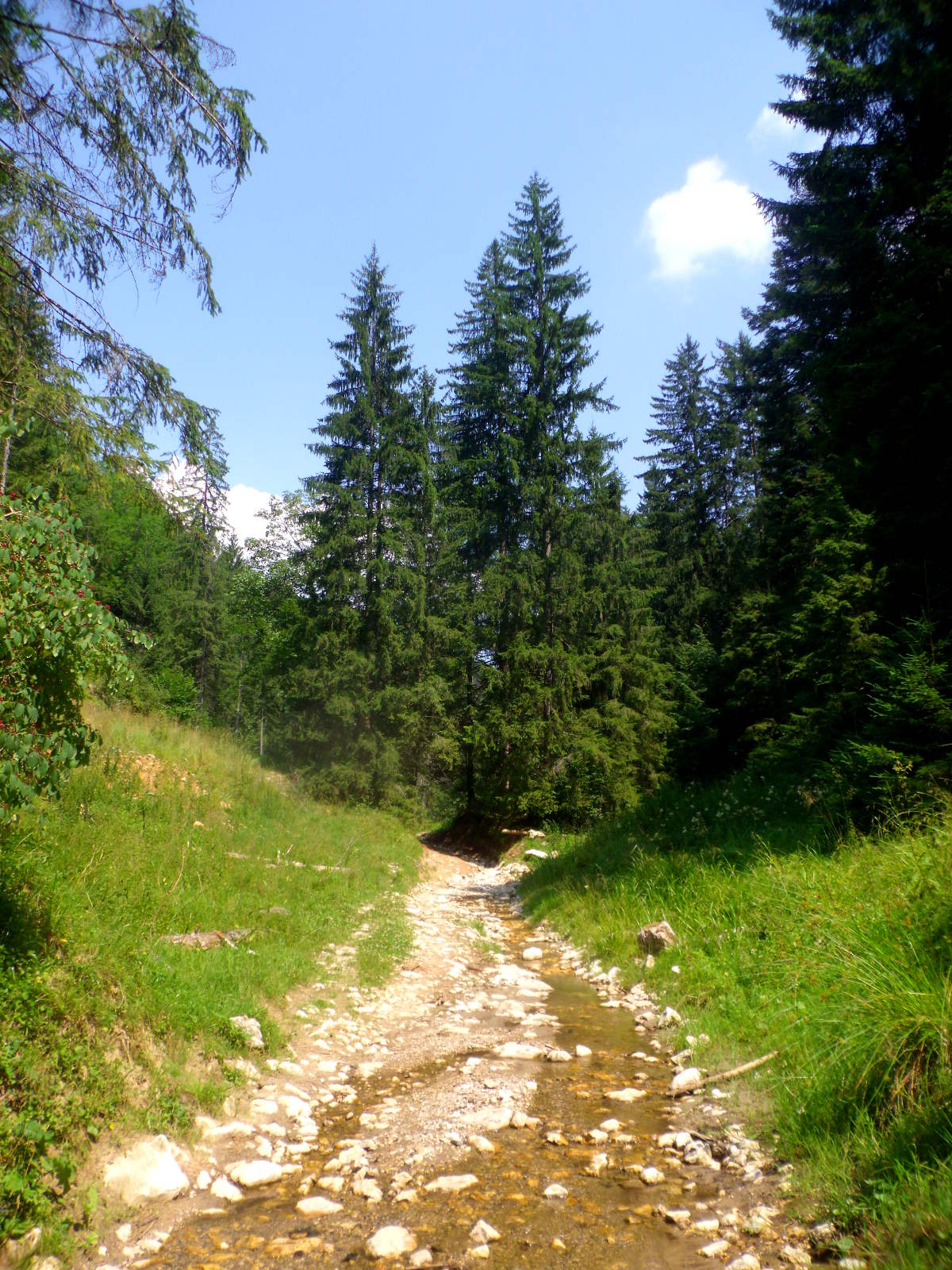
Brassópojána alatt
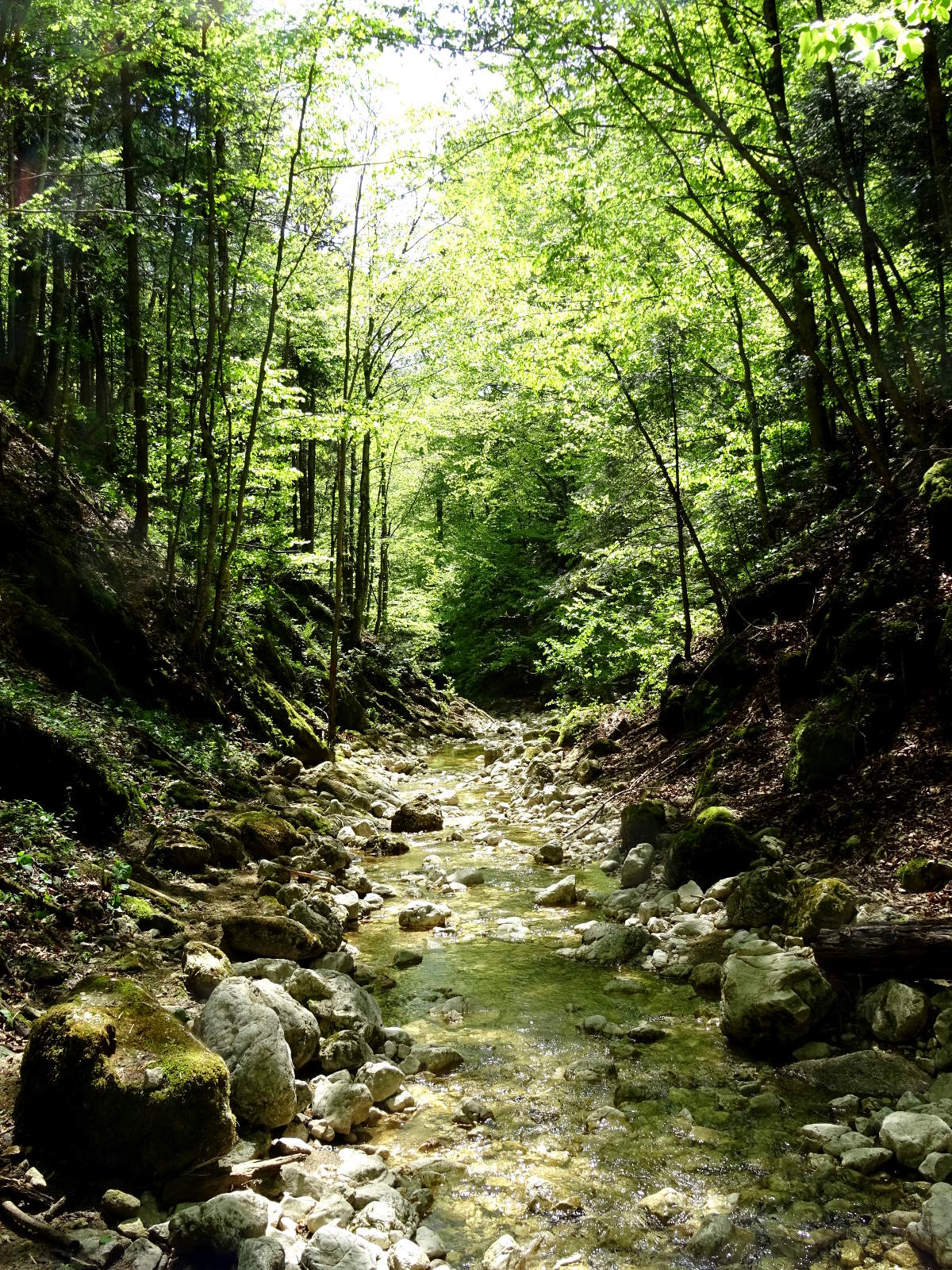
Ördögárok
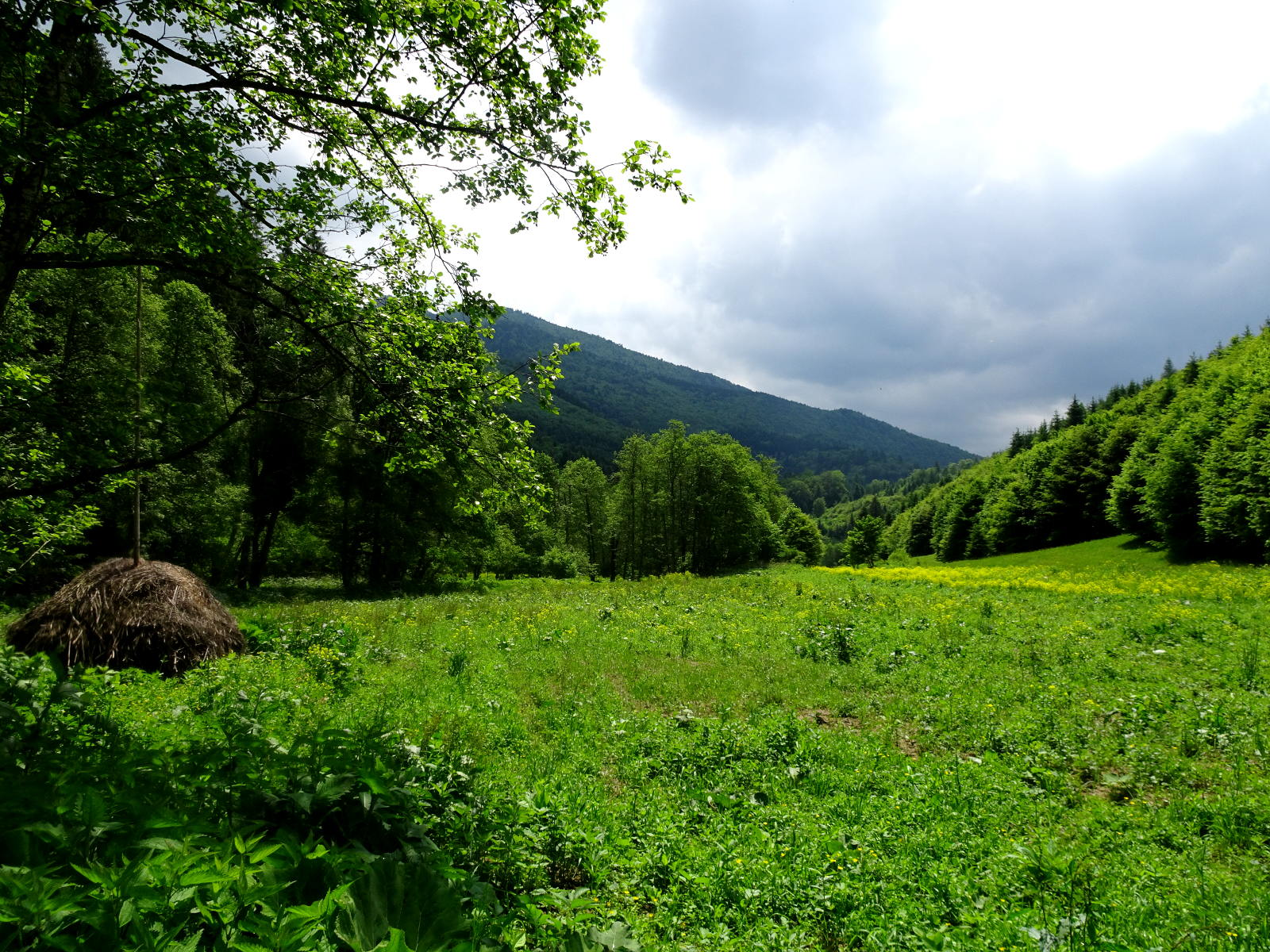
Szappanos